# Estação de Nagoia
A Estação de Nagoya (名古屋駅), Nagoya-eki, em japonês) é uma estação de trem em Nakamura-ku, Nagoya, Aichi, no Japão entregue em dezembro de 1999. É considerada a maior estação de trem do mundo ocupando 446.000 m² e também possui duas torres com mais de cinquenta andares cada que são utilizadas como sede da Central Japan Railway Company. É a sexta estação mais utilizada no Japão tendo um movimento diário de 1,14 milhões de pessoas.

## História
A Estação de Nagoya foi inaugurada em 1º de maio de 1886.

## Instalações ao redor da estação

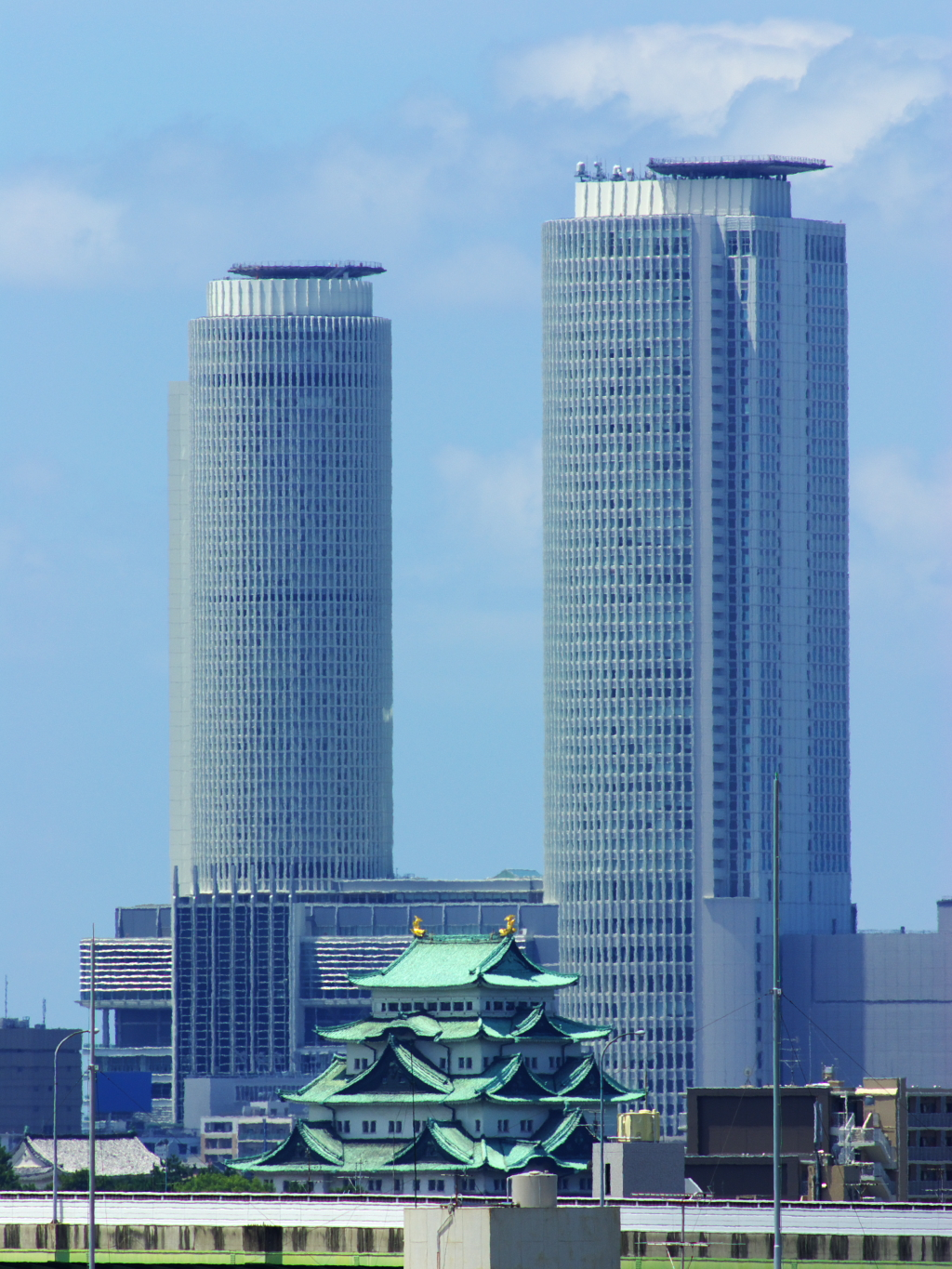
Edifício da Estação de Nagoya (Torres JR Central) e Tenshu do Castelo de Nagoya

### Saída Sakuradori (lado leste da estação)
- Estação de Meitetsu Nagoya [ja]
- Estação de Ga Kintetsu Nagoya [ja]
- JR Central Towers [ja]
  - JR Nagoya Takashimaya [ja]
  - Nagoya Marriott Associa Hote [ja]
  - Central Japan Railway Company (escritório central)
- Loja de departamentos Meitetsu [ja] (escritório central)
- Kintetsu Pass'e [ja]
- Midland Square [ja]
- Meitetsu Bus Center [ja]
- Sun Road [ja]
- Meichika [ja]
- Área comercial subterrânea de Gatewalk [ja]
- Unimall [ja]
- Área comercial subterrânea de Miyako [ja]
- Mode Gakuen Spiral Towers [ja]
  - Nagoya Mode Gakuen [ja]
- JR Gate Tower [ja]
- JP Tower Nagoya [ja]
- Dainagoya Building [ja]
- Nagoya Lucent Tower [ja]
- Nagoya Prime Central Tower [ja]
- Centro de Trabalho Industrial de Aichi [ja] (Winc Aichi)
- Teatro Nagoya Shiki [ja]
- Hisyo [ja]

### Saída Taikotori (lado oeste da estação)
- Bic Camera [ja]
- Novo Grande Hotel Meitetsu [ja]
- Animate
- Centro comercial Aeon Town Taiko [ja]
- Hospital Central de Nagoya [ja]
- Kawaijuku [ja]
- Ritsushisha corporação escolar [ja]
- Seminário Yoyogi [ja]
- Super Hoter [ja]